# Дірк Браунледер
Дірк Браунледер (нім. Dirk Braunleder; нар. 11 березня 1957, Аахен, ФРН) — німецький плавець.
Призер Олімпійських Ігор 1976 року.
Призер Чемпіонату світу з водних видів спорту 1975 року.